# Кастел Мадама
Кастел Мадама (итал. Castel Madama) је насеље у Италији у округу Рим, региону Лацио.
Према процени из 2011. у насељу је живело 6037 становника. Насеље се налази на надморској висини од 389 м.

## Становништво
| 1936. | 1951. | 1961. | 1971. | 1981. | 1991. | 2001. | 2011. |
| ----- | ----- | ----- | ----- | ----- | ----- | ----- | ----- |
| 4.215 | 4.409 | 4.509 | 5.071 | 5.656 | 6.407 | 6.415 | 7.328 |